# Dark Planet (1997)
Dark Planet ist ein US-amerikanischer Science-Fiction-Film von Albert Magnoli aus dem Jahr 1997. Der Film wurde am 4. August 1997 in Deutschland auf VHS veröffentlicht.

## Handlung
Die Handlung spielt im Jahr 2638, nach sechs Weltkriegen. Die Menschheit ist in zwei genetisch sich stark unterscheidende Teile aufgesplittet; die höher entwickelten Alphas dominieren das Geschehen, während die Rebellen benachteiligt sind.
Es wird eine Weltraummission unter der Leitung von Captain Winter zum Dunklen Planeten geschickt. Die Expedition begleitet Anson Hawke, der als einziger Mensch durch ein Schwarzes Loch flog. Man vermutet, dass der Dunkle Planet (Dark Planet) der erste bekannte extrasolare Planet sein könnte, auf dem Leben möglich ist.
Unterwegs nimmt man eine Gruppe der Rebellen auf, die von Colonel Liz Brendan angeführt wird. Brendan erzählt Winter über den Tod ihrer Eltern, die von dem Gegner getötet wurden. Er erwidert barsch, sie solle Prioritäten setzen und den Erfolg der Mission nicht gefährden.
Auf dem Weg zum Dunklen Planeten kommt es zum Kampf zwischen Hawke und einem anderen Besatzungsmitglied. Später kämpfen die beiden Gruppen innerhalb der Besatzung, die Alphas und die Rebellen, gegeneinander wo es zu verschiedenen Todesopfern kommt. Das Schiff wird außerdem von einem anderen Schiff beschossen, kann es aber zerstören.
Hawke kann mit zwei überlebenden Frauen auf dem dunklen Planeten landen, wo nach einem Jahr die erste Tochter auf die Welt kommt.

## Kritiken
Richard Scheib bezeichnete den Film auf The Science Fiction, Horror & Fantasy Film Review als eine „routinierte Space Opera“ sowie als ein „B-Movie“. Die Geschichte sei interessant; mit anderer Regie und einem höheren Budget hätte daraus ein „annehmbarer“ SF-Film werden können. Albert Magnoli sei ein armseliger Regisseur. Die Kameraarbeit sei „billig“, die Spezialeffekte seien „unter dem Standard“. Scheib lobte lediglich Michael York, der mit den „rasend gesprochenen“ Dialogzeilen den Film dominiere.

## Hintergrund
Dark Planet wurde in Burbank im Zeitraum September 1996 bis Oktober 1996 gedreht. In Deutschland erschien der Film am 4. August 1997 auf Video.